# چماب
چماب، روستایی از توابع بخش صالح‌آباد شهرستان مهران در استان ایلام ایران است.

## جمعیت
این روستا در دهستان هجداندشت قرار دارد و براساس سرشماری مرکز آمار ایران در سال ۱۳۸۵، جمعیت آن ۲۹۷ نفر (۶۳خانوار) بوده‌است.